# Hans A. Wüthrich
Hans A. Wüthrich (* 23. April 1956 in Rheinfelden) ist ein Schweizer Managementforscher und Professor für Internationales Management an der Universität der Bundeswehr München.
Nach seinem Studium und anschließender Promotion zum Dr. oec. an der Universität St. Gallen war er zunächst als Unternehmensberater bei ATAG Ernst & Young in Basel tätig. 1990 habilitierte er sich in St. Gallen. Seine Habilitationsschrift hat das Thema Neuland des strategischen Denkens – Von der Strategietechnokratie zum mentalen Management. 1993 übernahm er den Lehrstuhl für Internationales Management an der Universität der Bundeswehr München. Von 2003 bis 2006 war er Gründungsdekan der School of Economics and Business Administration der Volkswagen AutoUni in Wolfsburg. Wüthrich ist in verschiedenen Gremien als Verwaltungs-, Stiftungs- und Beirat tätig.
Im November 2007 wurde er mit dem Heinz-von-Foerster-Preis der Deutschen Gesellschaft für Kybernetik ausgezeichnet. 2012 wurde er in die Verwaltung des Migros-Genossenschafts-Bundes gewählt, wo er aufgrund der Amtszeitbeschränkung per Ende Juni 2024 ausscheidet.

## Forschungsschwerpunkte
In seiner Forschung beschäftigt sich Wüthrich u. a. mit den Themen:
- Musterbrechende Managementansätze
- Experimentelles Management
- Resilienzzentrierte Führung
- Gremieneffektivität

## Publikationen
Bücher
- H. A. Wüthrich: Manifest der intellektuellen Bescheidenheit – Problemlösung neu denken. Zürich / München 2022, ISBN 978-3-03909-325-0.
- H. A. Wüthrich: Capriccio – Ein Plädoyer für die ver-rückte und experimentelle Führung. Zürich / München 2020, ISBN 978-3-8006-6253-1.
- S. Kaduk, D. Osmetz, H. A. Wüthrich, D. Hammer: Musterbrecher – Die Kunst, das Spiel zu drehen. 6. Auflage. Hamburg 2013.
- H. A. Wüthrich, D. Osmetz, S. Kaduk: Musterbrecher – Führung neu leben. 2., akt. Auflage. Gabler, 2006, ISBN 3-8349-0507-0.
- H. A. Wüthrich, D. Osmetz, A. F. Philipp: Stillstand im Wandel: Illusion Change Management. Gellius Verlag, Herrsching am Ammersee 2002, ISBN 3-936179-02-6.
- H. A. Wüthrich, W. Winter, A. F. Philipp: Die Rückkehr des Hofnarren: Einladung zur Reflexion – nicht nur für Manager! Gellius Verlag, Herrsching am Ammersee 2001, ISBN 3-936179-01-8.
- H. A. Wüthrich, A. Philipp, W. B. Winter: Grenzen ökonomischen Denkens. Gabler, 2001, ISBN 3-409-11765-2.
- H. A. Wüthrich, A. Philipp, M. F. Frentz: Vorsprung durch Virtualisierung – Lernen von virtuellen Pionierunternehmen. Wiesbaden 1997, ISBN 3-409-18964-5.
- H. A. Wüthrich: Neuland des strategischen Denkens – Von der Strategietechnokratie zum mentalen Management. Wiesbaden 1991, ISBN 3-409-13213-9.
- Kobi, J-M., Wüthrich, H.A.: Unternehmenskultur verstehen, erfassen und gestalten. Landberg a. Lech 1986, ISBN 3-478-31160-8.

Buchkapitel
- H. A. Wüthrich: Wie sich Strategie aus praktischem Tun konturiert. In: H. Roehl, H. Asselmeyer (Hrsg.): Organisationen klug gestalten. Schäffer Poeschel, 2017, S. 97–103.
- H. A. Wüthrich: Resilienzzentrierte Führung. In: O. Germanis, K. Hermann (Hrsg.): Führen in ungewissen Zeiten, Impulse, Konzepte und Praxisbeispiele. uniscope, Publikation der SGO Stiftung, Wiesbaden 2016, S. 17–31.
- H. A. Wüthrich: Bescheidenheit – Ethisches Fundament einer «neuen» Managementqualität. In: St. Kaiser, A. Kozica (Hrsg.): Ethik im Personalmanagement. Rainer-Hampp-Verlag, Mering 2012, S. 159–171.
- H. A. Wüthrich: Von der Systemperfektionierung zur Kontextgestaltung. Experimentieren statt duplizieren. In: K. Bleicher (Hrsg.): Meilensteine der Entwicklung eines Integrierten Managements. Band III, S. 261–276.

Artikel in Fachzeitschriften
- H. A. Wüthrich: Intellektuelle Bescheidenheit – Wege aus der toxischen Polarisierung. In: feinschwarz, theologisches Feuilleton. 11. April 2024
- H. A. Wüthrich: Die Kluft überwinden. In: personalmagazin neues lernen. 01/2024, S. 14–18.
- H. A. Wüthrich: Verwaltungsrat: Wenn die Realität den Mythos entlarvt. In: Organisator. 9–10/2023, S. 24–26.
- H. A. Wüthrich: Führungs-Exzellenz jenseits der Norm – Ein Plädoyer für die experimentelle Annäherung. In: Zeitschrift Lernende Organisation. Nr. 130, Juli 2023, S. 18–26.
- H. A. Wüthrich: Intellektuelle Bescheidenheit – die unabdingbare Voraussetzung für bessere Lösungen. In: Zeitschrift für Führung und Organisation. 02/2023, (92. Jg.), S. 68–71.
- H. A. Wüthrich: Intellektuelle Bescheidenheit – Die verkannte Führungsstärke. In: managerSeminare. Heft 301 vom 24.03.23, S. 24–32.
- H. A. Wüthrich: Intellektuelle Bescheidenheit – der unbescheidene Wunsch für das Übermorgen. In: Zeitschrift Lernende Organisation. Nr. 127, Januar 2023, S. 26–35.
- H. A. Wüthrich: Das Geheimnis perfekter Führung – Einziger Standard: Es gibt keinen Standard! In: Zeitschrift für Führung und Organisation. 05/2021, S. 317–318.
- H. A. Wüthrich: Mutig unproduktiv sein – Ein Plädoyer für die produktive unproduktive Führungszeit. In: Zeitschrift für Führung und Organisation. 02/2021 (90. Jg.), S. 70–73.
- H. A. Wüthrich: Ver-rückt mit Verstand – Die zukunftsfähige Organisation. In: managerSeminare. Nr. 272, Oktober 2020, S. 18–25.
- H. A. Wüthrich: Führung in Selbstverantwortung, Selbstorganisation und Kollaboration. In: Zeitschrift Lernende Organisation, Nr. 117, September 2020, S. 26–33.
- H. A. Wüthrich: Führen ohne Drehbuch. In: Human Resources Manager. Juni/Juli 2020, S. 57–59.
- H. A. Wüthrich: Die Corona-Krise als »Möglichkeitslabor« für die Zukunft begreifen! Experimentell erzeugtes Wissen zur kreativen Erneuerung. In: Zeitschrift für Führung und Organisation. 03/2020 (89. Jg.), S. 164–167.
- H. A. Wüthrich: Verteilte und kollektive Führung – Wie Wissensarbeiter ihr Potenzial entfalten können. In: Zeitschrift für Führung und Organisation. 89. Jg., 02/2020, S. 68–72.
- H. A. Wüthrich: Zufall als Fortschrittsgarant – Ein Plädoyer für das unbeabsichtigte Entdecken. In: Zeitschrift für Führung und Organisation. 88. Jg., 03/2019, S. 200–204.
- H. A. Wüthrich, Schaller Ph.D.:.Kultur ist das Ergebnis – Experimente und Konflikte als Gestaltungsimpulse nutzen. In: Zeitschrift für Führung und Organisation. 87. Jg., 02/2018, S. 80–88.
- H. A. Wüthrich: Inkompetent kompetent. In: Organisator. Ausgabe 04/2016, 14. April 2016, S. 19–21.
- H. A. Wüthrich: Gesundheit durch Vielfalt – Denkangebote zur Resilienzvorsorge. In: Zeitschrift für Führung und Organisation. 84. Jg., 05/2015, S. 346–347.
- H. A. Wüthrich: Führungsgremien zwischen Schein und Sein. In: Organisator. Ausgabe 1–2/2015, 6. Februar 2015, S. 22–24.
- H. A. Wüthrich: Talentmagnet – Mitarbeitende begeistern statt binden. In: Zeitschrift für Führung und Organisation. 80. Jg., 05/2011, S. 335–336.
- H. A. Wüthrich: zutrauen, loslassen, experimentieren – Eine neue Führungshaltung ist gefragt. In: Zeitschrift für Führung und Organisation. 80. Jg., 04/2011, S. 212–219.
- H. A. Wüthrich: Reinvent Strategy – die intelligente Planung für das Unplanbare. In: io new management. Nr. 12/2009, S. 40–43.
- H. A. Wüthrich: Strategisches Management Quo vadis? Eine paradoxe Auslegeordnung. In: Zeitschrift für Führung und Organisation. 74. Jg., 6/2005, S. 364–366.
- H. A. Wüthrich: Der alternative Problemlösungs-Algorithmus. In: Zeitschrift für Führung und Organisation. 74. Jg., 5/2005, S. 299–300.

Dokumentarfilm
- D. Osmetz, S. Kaduk, H. A. Wüthrich: Musterbrecher – Der Film. Murmann, Hamburg 2016, DNB 1078693730.